# Валье-дель-Херте
Валье-дель-Херте (исп. Valle del Jerte)  — район (комарка) в Испании, входит в провинцию Касерес в составе автономного сообщества Эстремадура.

## Муниципалитеты
| Муниципалитет        | Население | Площадь км² | Плотность населения чел./км² |
| -------------------- | --------- | ----------- | ---------------------------- |
| Баррадо              | 507       | 19          | 27                           |
| Кабесуэла-дель-Валье | 2.173     | 57          | 38                           |
| Кабреро              | 372       | 7           | 56                           |
| Касас-дель-Кастаньяр | 652       | 25          | 26                           |
| Эль-Торно            | 938       | 22          | 42                           |
| Херте                | 1.313     | 59          | 22                           |
| Наваконсехо          | 2.081     | 51,4        | 40,4                         |
| Пиорналь             | 1.175     | 36          | 42                           |
| Ребольяр (Касерес)   | 227       | 11,63       | 19,52                        |
| Торнавакас           | 1255      | 76,6        | 16,38                        |
| Вальдастильяс        | 368       | 8,1         | 45,43                        |